# Ricco Rodriguez
Ricco Rodriguez (ur. 19 sierpnia 1977 w San Jose) – amerykański grappler i zawodnik mieszanych sztuk walki (MMA) wagi ciężkiej i super ciężkiej. Były mistrz UFC w wadze ciężkiej (2002-2003), mistrz świata ADCC w submission fightingu w klasie absolutnej (1998).

## Wczesne życie
Urodził się w San Jose w Kalifornii, ale dorastał w Paterson w stanie New Jersey. Jest pochodzenia meksykańskiego i portorykańskiego. W przeszłości trenował zapasy w Tottenville High School, mieszkając na Staten Island. Później przeniósł się do Kalifornii, gdzie rozpoczął treningi brazylijskiego jiu-jitsu pod okiem Rigana i Jeana Jacquesa Machado. Brał udział i wygrywał wiele turniejów w tej dziedzinie, a później przeszedł na trenowanie mieszanych sztuk walki.

## Kariera MMA
W profesjonalnych mieszanych sztukach walki występuje od 1999 roku. Największe sukcesy osiągał w latach 2000-2002, gdy walczył dla dwóch czołowych organizacji świata − PRIDE FC i UFC. W okresie tym pokonał m.in. Gary'ego Goodridge'a, Paula Buentello, Andreja Arłouskiego, Jeffa Monsona, Tsuyoshiego Kosakę, a także Randy'ego Coutura w walce o mistrzostwo UFC w wadze ciężkiej (27 września 2002, UFC 39). Tym samym został pierwszym w historii latynoskim mistrzem tej organizacji (jest pochodzenia meksykańsko-portorykańskiego). Tytuł stracił w jego pierwszej obronie, gdy 28 lutego 2003 roku został znokautowany przez Tima Sylvię (UFC 41). W 2003 roku stoczył ostatni pojedynek w UFC z Pedro Rizzo, który przegrał i został zwolniony z organizacji.
Lata 2004-2009 to walki głównie na lokalnych galach w USA ale również na dużych eventach jak IFL czy EliteXC. W tym czasie mierzył się m.in. z Ronem Watermanem (dwukrotnie), Benem Rothwellem, Antonio Silvą oraz Jeffem Monsonem. Od lipca 2009 do lipca 2011 zanotował serię 12 zwycięskich pojedynków, nokautując m.in. Travisa Fultona mającego na koncie ponad 200 zawodowych walk w MMA.
Świetna passa zakończyła się 20 sierpnia 2011 gdzie Rodriguez uległ Sethowi Petruzelliemu przez TKO na gali Bellator 48. 5 listopada 2011 na gali MMA Attack 1 przegrał z Polakiem Michałem Kitą na punkty. Od przegranej z Petruzellim nadszedł regres formy u Ricco (m.in. przez otyłość) co skutkowało słabymi występami i porażkami głównie z solidnymi rywalami jak Glover Teixeira, Aleksandr Wołkow czy Stavros Economou. W 2012 roku postanowił wrócić do formy sprzed kilku lat, zrzucając prawie 30 kg. Od października 2012  zanotował bilans 5 zwycięstw, 3 porażek (przegrywając z Marcinem Łazarzem i Ianem Freemanem) oraz jednej walki no contest walcząc głównie w Europie.

## Osiągnięcia

### Mieszane sztuki walki:
- 1999: Extreme Cage - 1. miejsce
- 2001: Mistrz King of the Cage w wadze otwartej
- 2002-2003: Mistrz UFC w wadze ciężkiej

### Grappling[4]
- 1997: Mistrzostwa Świata CBJJ w brazylijskim jiu-jitsu − 1. miejsce w kat. absolutnej (niebieskie pasy)
- 1998: Mistrzostwa Panamerykańskie CBJJ w brazylijskim jiu-jitsu - 1. miejsce w klasie absolutnej (purpurowe pasy)
- 1998: Mistrzostwa Świata CBJJ w brazylijskim jiu-jitsu - 3. miejsce w kat. absolutnej (purpurowe pasy)
- 1999: Mistrzostwa Świata CBJJ w brazylijskim jiu-jitsu - 3. miejsce (purpurowe pasy)
- 1998: Mistrzostwa Świata ADCC w submission fightingu − 1. miejsce w kat. +99 kg
- 1999: Mistrzostwa Świata ADCC w submission fightingu − 3. miejsce w kat. absolutnej
- 2000: Mistrzostwa Świata ADCC w submission fightingu − 2. miejsce w kat. +99 kg